# Mezinárodní letiště Čchüan-čou Ťin-ťiang
Mezinárodní letiště Čchüan-čou Ťin-ťiang (čínsky v českém přepisu Čchüan-čou Ťin-ťiang kuo-ťi ťi-čchang, pchin-jinem Quánzhōu Jìnjiāng Guójì Jīchǎng, znaky zjednodušené 泉州晋江国际机场, tradiční 泉州晉江國際機場, IATA: JJN, ICAO: ZSQZ) je mezinárodní letiště u města Čchüan-čou v provincii Fu-ťien v Čínské lidové republice. Leží ve vzdálenosti přibližně dvanácti kilometrů jižně od centra Čchüan-čou v městském okrese Ťin-ťiang.